# Durrow
Durrow (irl. Darú) – miasto w południowej części hrabstwa Laois w Irlandii, leżące przy ujściu rzeki Erkina do rzeki Nore.